# 조몬 시대
조몬 시대(일본어: 縄文時代)는 일본의 신석기시대 중 기원전 1만 5400년부터 기원전 300년까지의 시기를 말한다. 일반적인 석기 시대의 구분으로는 기원전 7000년까지의 전반기는 후기 구석기 시대에 해당하고, 후반기는 신석기 시대에 해당한다.
홍적세 후기가 되면 빙하가 녹아 발생한 해수면 상승으로 1만년 전 일본 열도는 한반도로부터 완전히 분리되었고, 그 뒤에도 해진 현상(海進現像-해수면의 상승이나 지반의 침강에 의하여 육지 위로 해수가 침입하는 현상)이 계속되어, 일본 열도는 현재의 혼슈, 시코쿠, 규슈, 홋카이도의 네 개의 큰 섬과 수많은 작은 섬으로 분리되었다.:17 그 이전부터 일본 열도로 이동했던 무리가 고립되어 독자적인 신석기문화인 조몬 문화가 성립하였다. 이 문화를 남긴 자들을 조몬인(繩文人)이라고 부른다.
‘조몬’은  줄무늬를 뜻하는데, 줄무늬 토기가 그 시대의 유물을 대표하기 때문이다. 조몬 시대는 토기가 출현하고 수혈주거(땅을 파고 그 위에 움집을 짓는 양식)이 보급, 패총이 형성되었다. 지역에 따라 생활 전략은 다르나, 풍부한 자연환경의 혜택을 최적화하여 수렵과 채집을 기초로 한 사회로서 다양성과 상징성이 풍부한 토기문화를 발달시켰다. 유적의 수와 토기형식의 다양성으로 보면, 조몬 문화는 일본 동부에서 더욱 번영한 것으로 보이며, 이는 삼림의 생산성과도 관계가 있다고 여겨진다.
교정탄소연대에 따르면 가장 오래된 토기는 기원전 1만 5400년까지 거슬러 올라가며, 얀가도리아스기를 지나고 토기의 형태가 다양화하여 전형적인 조몬 문화가 발달하였다.
조몬 시대의 종료는, 지역차가 매우 커서, 전형적인 수전경작을 특징으로 하는 야요이 문화가 등장하는 시기인 기원전 300년 정도로 추정된다. 다만 조몬 문화는 오키나와에서는 패총시대후기, 동북 북부 및 홋카이도에서는 속조몬시대로 이행하여 이후에도 상당 기간 남아있었다.

## 역사

### 초창기
일본에서 발견된 구석기 문화의 흔적(주로 석기 도구)은 기원전 30,000년 경까지 거슬러 올라간다. 가장 처음 단계인 "초창기 조몬 시대"는 일본이 아직 좁은 반도로서 아시아 대륙과 연결되어 있던 때 시작되었다. 최종 빙기(기원전 약 12,000년)가 끝나자 빙하가 녹으면서 해수면이 상승하여 일본 열도가 아시아 본토와 분리되었다. 대륙과 가장 가까운 지점인 규슈는 한반도로부터 약 190km 떨어졌는데, 이는 대륙에서 일어난 발전에 간헐적으로 영향을 받을 만큼 가까우면서도 일본 열도 인구가 독립적으로 발전할 수 있을 만큼 멀다. 당시 한반도를 거쳐 규슈와 혼슈로 이어진 육지가 일본 열도와 아시아 본토의 주요한 연결을 형성했으나, 이외에도 루손, 타이완, 류큐, 규슈에서는 연속된 섬들이 조몬 시대 일본과 동남아시아를 연결했으며, 혼슈, 홋카이도, 사할린은 일본과 시베리아를 연결하고 있었다.
일본 열도의 식생은 빙하기가 끝날 무렵 변형되었다. 혼슈 남서부, 시코쿠, 규슈에서는 활엽 상록수가 숲을 뒤덮었지만 혼슈 북동부와 홋카이도 남부에서는 활엽 낙엽수와 침엽수가 흔했다. 너도밤나무, 밤나무, 참나무와 같은 많은 토종 수종에서 식용 견과류와 도토리가 생산되었는데, 이것들은 사람과 동물 모두에게 상당한 식량 공급원이 되었다.
열도 동북부에서는 오야시오 해류에 의해 남쪽으로 운반된 풍부한 해양 생물, 특히 연어가 또 다른 주요 식량원이었다. 동해(일본 서해)와 태평양을 따라 생긴 정착지들은 엄청난 양의 조개류를 먹고 살았는데, 이들이 남긴 특유의 패총(다 먹은 조개 껍데기와 기타 쓰레기 더미)은 오늘날 고고학자들에게 중요한 정보원이 된다. 특기할 만한 다른 식량원으로는 시카사슴, 멧돼지, 얌류의 괴경 등 야생 식물, 민물고기 등이 있었다. 생산이 많은 낙엽수림과 풍부한 해산물 덕에 인구는 혼슈와 규슈에 집중되었지만, 조몬 유적지는 홋카이도에서 류큐 열도까지 널리 퍼져 있다. 호랑이는 한때 일본 열도에 살았지만 선사시대에 멸종되었다.

### 초기
조몬 시대 초기에는 인구가 폭발적으로 증가했는데, 이는 이 시기에 집약된 대규모 마을의 수에서 알 수 있다. 이 단계는 이 지역의 기후가 더 온난·습윤해진 홀로세 기후 최적기 동안 발생했다.
조몬인들이 원예농업 또는 소규모 농업을 행했는지에 대해서는 논쟁이 있다. 현재로서 조몬 문화를 전적으로 수렵채집 문화로만 분류할 수 있다는 과학적 합의는 없다. 일부 증거에 따르면 옻나무, 견과류를 생산하는 나무, 콩, 박과, 대마, 들깨, 팥 등을 재배하는 형태의 수목 재배가 이루어졌을 가능성이 있다. 이러한 특징은 조몬 시대를 수렵채집과 농업 사이의 어딘가에 위치하게 한다.

### 중기

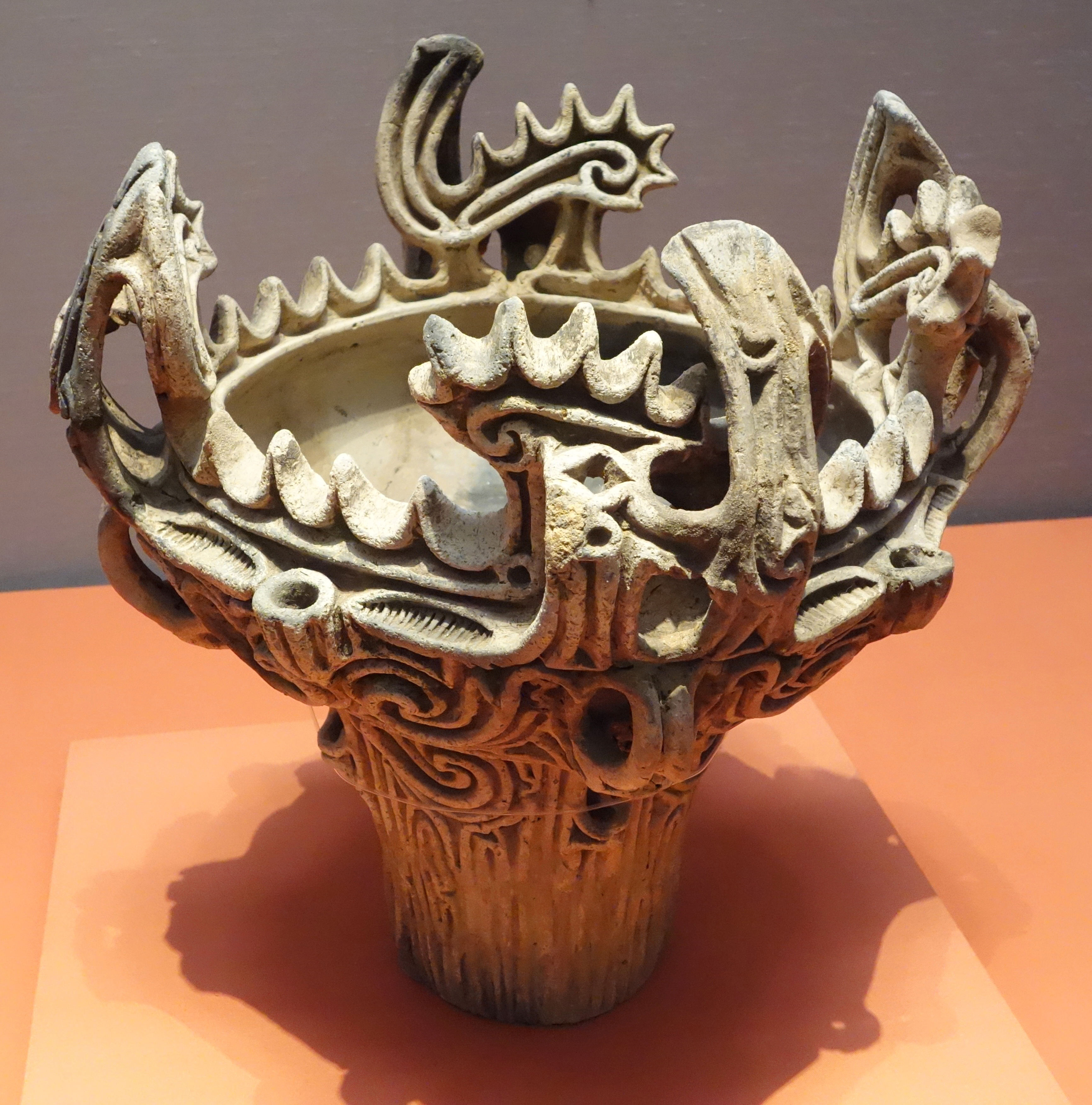
화염형 조몬 토기

중기부터 매우 화려한 토우(土偶)와 토기(소위 "화염형" 토기 등), 그리고 옻칠한 목재 물건이 나타난다. 도자기의 장식은 시간이 지남에 따라 증가했지만, 섬유는 항상 매우 조잡했다. 이 기간 동안 마가타마 돌 구슬이 가정에서 발견되는 일반적인 보석품에서 부장품으로 전환되기 시작했다. 이 시기에는 거대한 무덤이나 기념물들도 세워졌다.
이 기간에 당시 가장 흔한 주거 방식이던 움집 설계의 복잡성이 증가했으며 일부는 포장된 돌 바닥을 갖기도 했다. 2015년 연구에 따르면 이러한 거주 형태는 사쓰몬 문화까지 이어졌다. 꽃가루 수에 대한 고고학적 자료 분석에 따르면 이 시기가 모든 조몬 시대 단계 중에 가장 온난했다. 그러나 이 단계가 끝날 무렵에는 따뜻하던 기후가 냉각 추세에 들어가기 시작한다.

### 후기
기원전 1500년 이후 기후가 냉각되어 신빙하기에 접어들자 조몬인 인구는 극적으로 감소한 것으로 추정된다. 기원전 1500년 이후에 발견되는 고고학 유적지는 비교적 적다.
한 연구에 의하면 조몬 시대 말의 인구 감소는 식량 부족과 기타 환경 문제로 인해 발생했을 수 있다. 이에 따르면 모든 조몬 집단이 이같은 영향을 받은 것은 아니지만 전체 인구는 감소했다. 조몬 시대 전반에 걸쳐 살았던 사람들의 유해를 조사해 볼 때, 이러한 죽음은 충분히 큰 규모의 전쟁이나 폭력으로 인해 발생한 것이 아니라는 증거가 있다.
조몬 시대 말기부터 서부 일본에서는 완만한 변화가 일어났다. 한반도와의 접촉이 꾸준히 증가하다가 결국 기원전 900년경부터는 규슈 서부에 한반도식 정착지가 건설된다. 정착민들은 수전 벼농사, 청동 및 철 야금술 등 새로운 기술과 한반도 무문 토기와 유사한 새로운 토기 유형을 반입하였다. 새로운 도래인들의 정착지는 약 1,000년 동안 조몬인 정착지와 공존했던 것으로 보인다. 이후 홋카이도를 제외한 일본 열도는 후기 조몬 문화에 이은 야요이 문화(기원전 300년~서기 300년경)라는 새로운 농경 문화로 이행한다.
한편 홋카이도에서는 조몬 문화의 뒤를 이어 오호츠크 문화와 속조몬 문화가 이어졌는데 이들은 이후 서기 7세기경 사쓰몬 문화로 대체 또는 통합되었다.

## 신앙
일본 신화에서 진무 천황이 일본을 건국했다고 여겨지는 전통적 날짜는 기원전 660년 2월 11일로 계산되나 이는 6~8세기에 한자로 기록된 고사기나 일본서기의 서술일 뿐 현대의 고고학적 이해와는 거의 무관하다. 다만 현대 일본 문화의 일부 요소는 실제로 조몬 시대에 기원을 두고 있을 가능성이 있는데, 예컨대 신토 신앙의 기원, 혼인 관습, 건축 양식, 칠기, 화궁(和弓), 금속 가공술 등이 있다. 이러한 요소들은 북아시아, 남태평양, 그리고 토착 조몬인의 혼합된 영향을 반영한다고 여겨진다.

## 같이 보기
- 빗살무늬토기
- 야요이 시대